# Vado a riprendermi il gatto
Vado a riprendermi il gatto è un film del 1989 diretto da Giuliano Biagetti.

## Trama
Vissuto sempre in solitudine, lavorando la terra (unica sua compagnia un gatto), un giorno Alceo conosce Ester, ragazza molto più giovane di lui. I due si piacciono e Alceo decide di portarsela nel suo casolare. Un po' per il suo carattere ombroso e scorbutico, un po' per la radicata abitudine a vivere solo, Alceo finisce per stancarsi presto della compagna. Quando Ester decide di andarsene, Alceo vorrebbe risarcirla con del denaro: lei invece gli chiede il gatto. Tempo dopo Alceo si rende conto che la solitudine gli pesa troppo: torna da Ester per riportarsela a casa ma, durante il viaggio, a chi gli chiede dove stia andando, risponde sardonicamente di "andare a riprendersi il gatto".